# Sarah Manguso
Sarah Manguso (Massachusetts, 12 febbraio 1974) è una scrittrice e poetessa statunitense.

## Biografia
Nata nel Massachusetts nel 1974, vive e lavora a Los Angeles.
Cresciuta nei dintorni di Boston, si laurea all'Università di Harvard e si specializza all'Iowa Writers’ Workshop.
È autrice di romanzi, racconti, memoir e poesie ed è stata insignita di un Hodder Fellowship, un Guggenheim Fellowship e il Rome Prize nel 2008.

## Opere

### Racconti
- Hard to Admit and Harder to Escape (2007)

### Memoir
- The Two Kinds of Decay (2008)
- Andanza: la fine di un diario (Ongoingness: The End of a Diary) (2015), Milano, NNE, 2017 ISBN 978-88-99253-64-6[4]

### Romanzi
- Il salto: elegia per un amico (The Guardians: An Elegy) (2012), Milano, NNE, 2017 ISBN 978-88-99253-54-7
- 300 Arguments (2017)

### Poesia
- The Captain Lands in Paradise (2002)
- Siste Viator (2006)